# Kabupaten Aceh Jaya
Kabupaten Aceh Jaya (indonesiska: Kabupaten Ache Jaya) är ett kabupaten i Indonesien.   Det ligger i provinsen Aceh, i den västra delen av landet, 1 800 km nordväst om huvudstaden Jakarta. Antalet invånare är 80 472.